# Cap de Pertusato
Le cap de Pertusato (en corse Capu Partusatu et en bonifacien Cavu Pertüsaiu) est le point le plus au sud de la Corse.

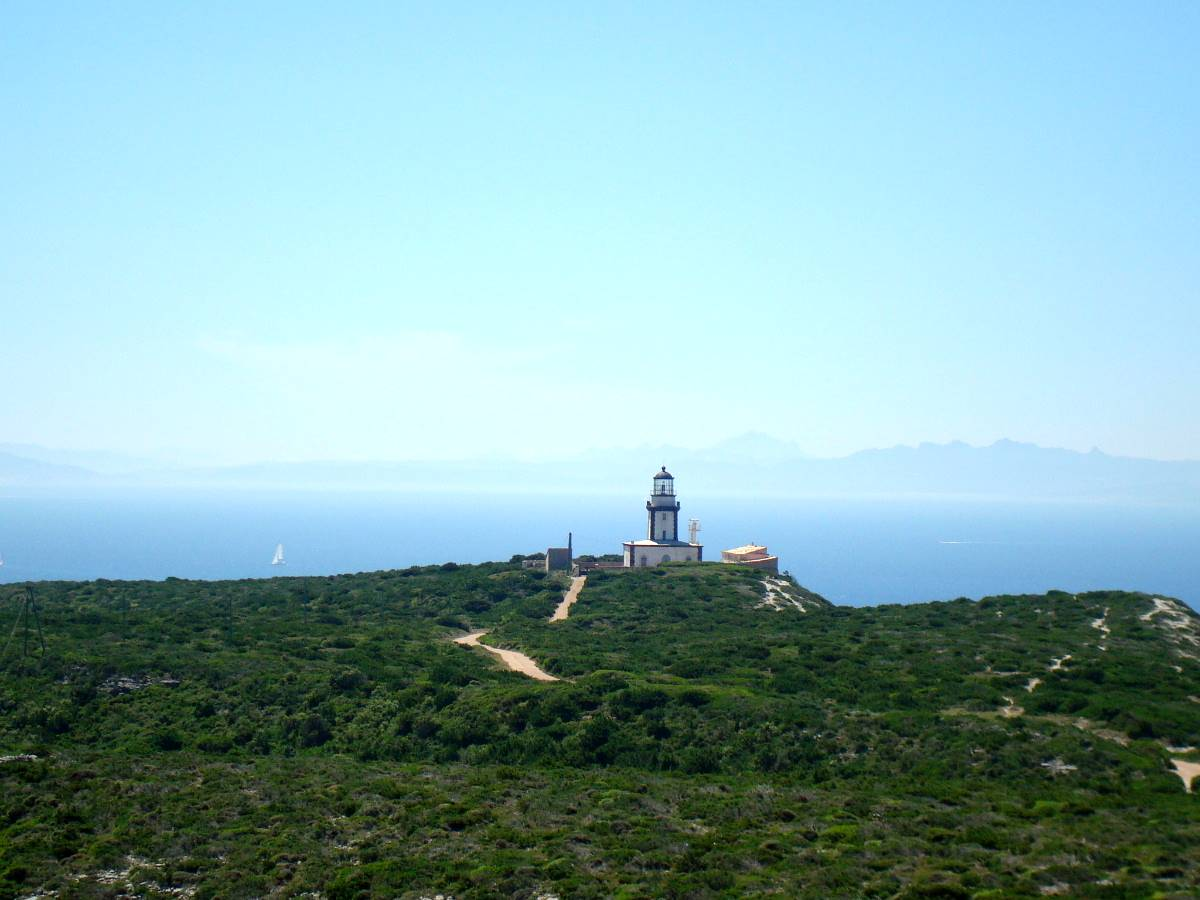
Le phare de Pertusato

## Géographie
Il est situé à 5 km au sud-est de Bonifacio, en Corse-du-Sud. C’est un haut plateau calcaire d’une superficie de 6010 ha, dont l’altitude maximale est de 95 mètres et minimale de –50 mètres.

## Accès au cap
- Un accès pédestre depuis Bonifacio, par un sentier qui longe la falaise. Un parcours très facile de moins de 6 km et 1h20 aller et retour.
- Un accès routier jusqu'au sémaphore, avec un petit parking situé à un peu plus d'un kilomètre du phare et de la plage (la dernière partie du trajet est à effectuer à pied).

## Géologie et nature
C’est un plateau calcaire unique en Corse. Le site est composé d’une partie terrestre, de  l’archipel des Lavezzi, une partie du plateau calcaire de Bonifacio et une importante zone maritime qui représente 94 % de la surface et le reste : 4 % de Landes, Broussailles, Recrus, Maquis et Garrigues, Phrygana  et 2 % de Galets, Falaises maritimes, Ilots.
Parmi les particularités sur les falaises on remarquera les lapiazs : surfaces calcaires creusées de cannelures et de rigoles larges de quelques centimètres et séparé par des lames calcaires. 

## Flore

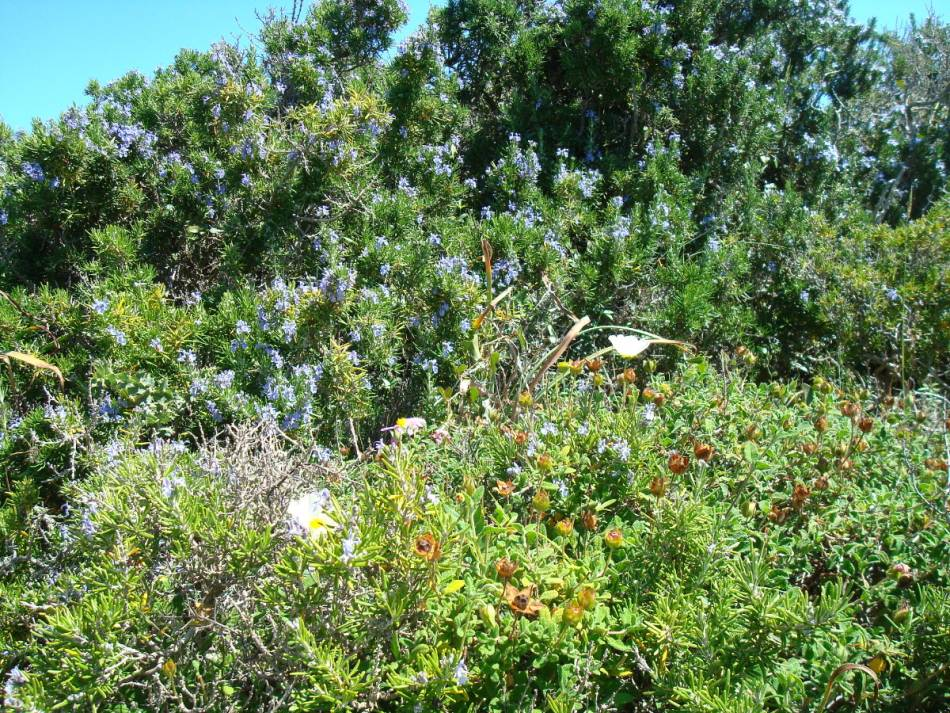
Flore du cap Pertusato

Une cinquantaine d’espèces rares protégées comme les Limoniums, Silene velutina, fougères, Astragalus massiliensis, des maquis à Genévrier de Phénicie (Juniperus phoenicea)

## Faune
- Des amphibiens : Discoglosse Sarde (Discoglossus sardus), Phyllodactylus d'Europe (Phyllodactylus europaeus), Tortue d'Hermann (Testudo hermanni)

- Des invertébrés : Porte-queue de Corse (Papilio hospiton)

- Des mammifères : du cétacé comme le Grand dauphin (Tursiops truncatus) aux chauve-souris Petit rhinolophe (Rhinolophus hipposideros) et  Vespertilion de Capaccini (Myotis capaccinii)

- Des poissons : Aphanius de Corse (Aphanius fasciatus) qui vit dans les étangs de Piantarella.

## Photos

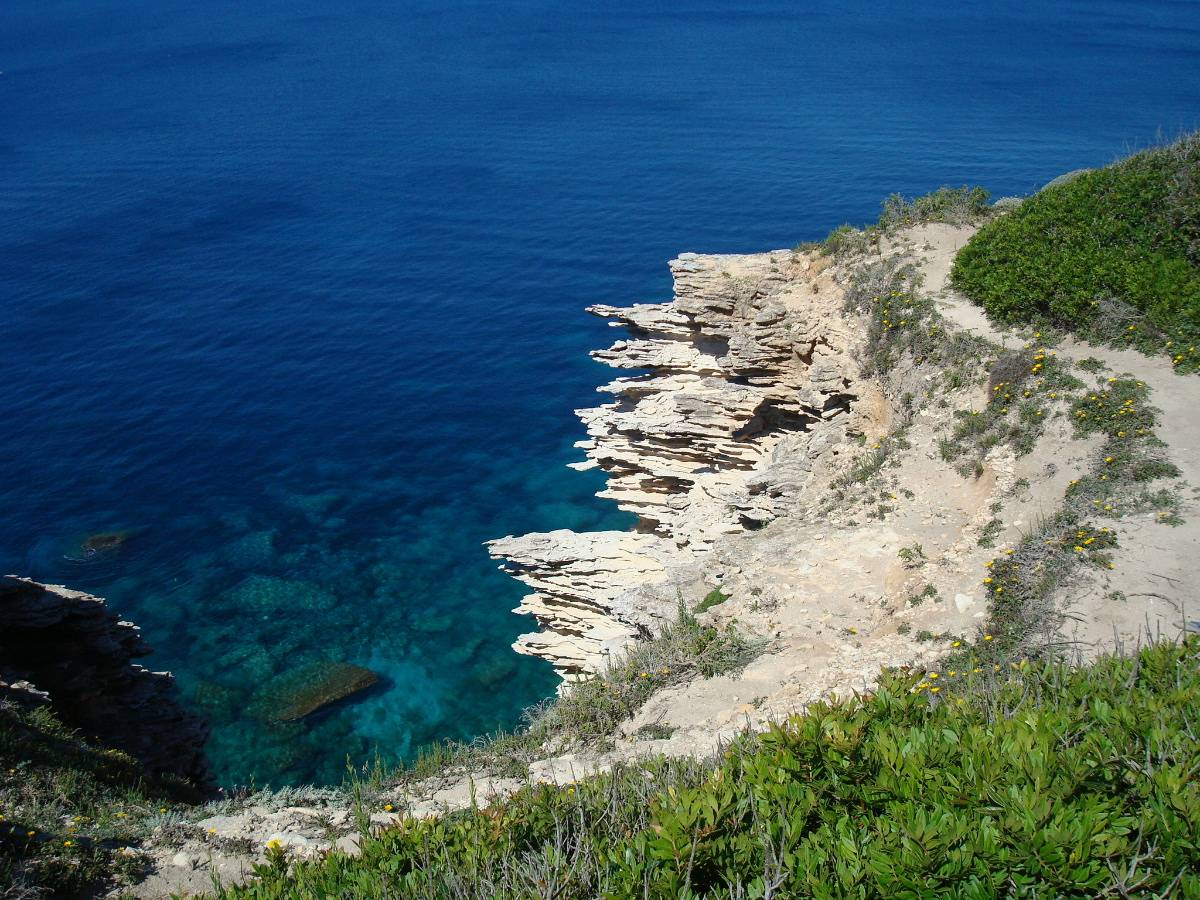
Découpage des roches calcaires du cap de Pertusato
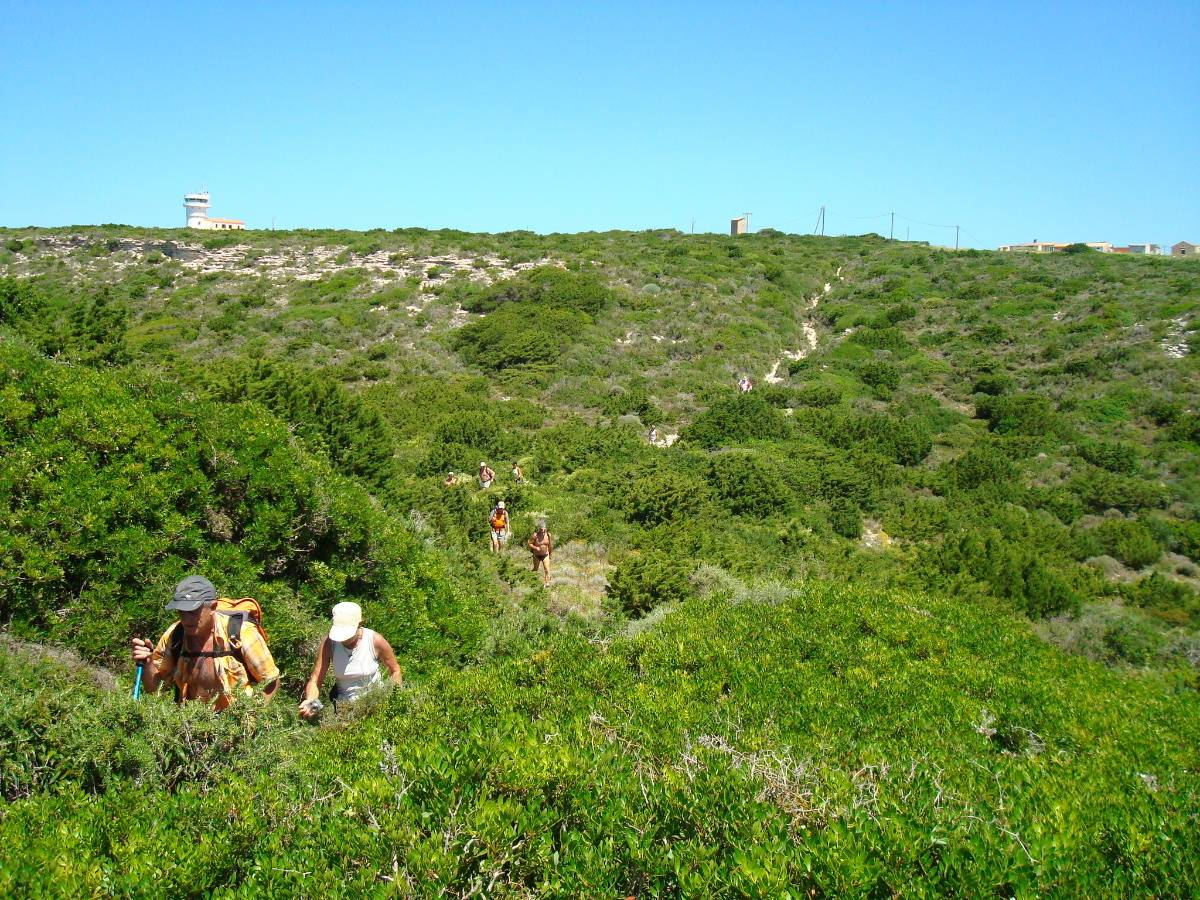
Sentier de randonnée pour le Cap de pertusato
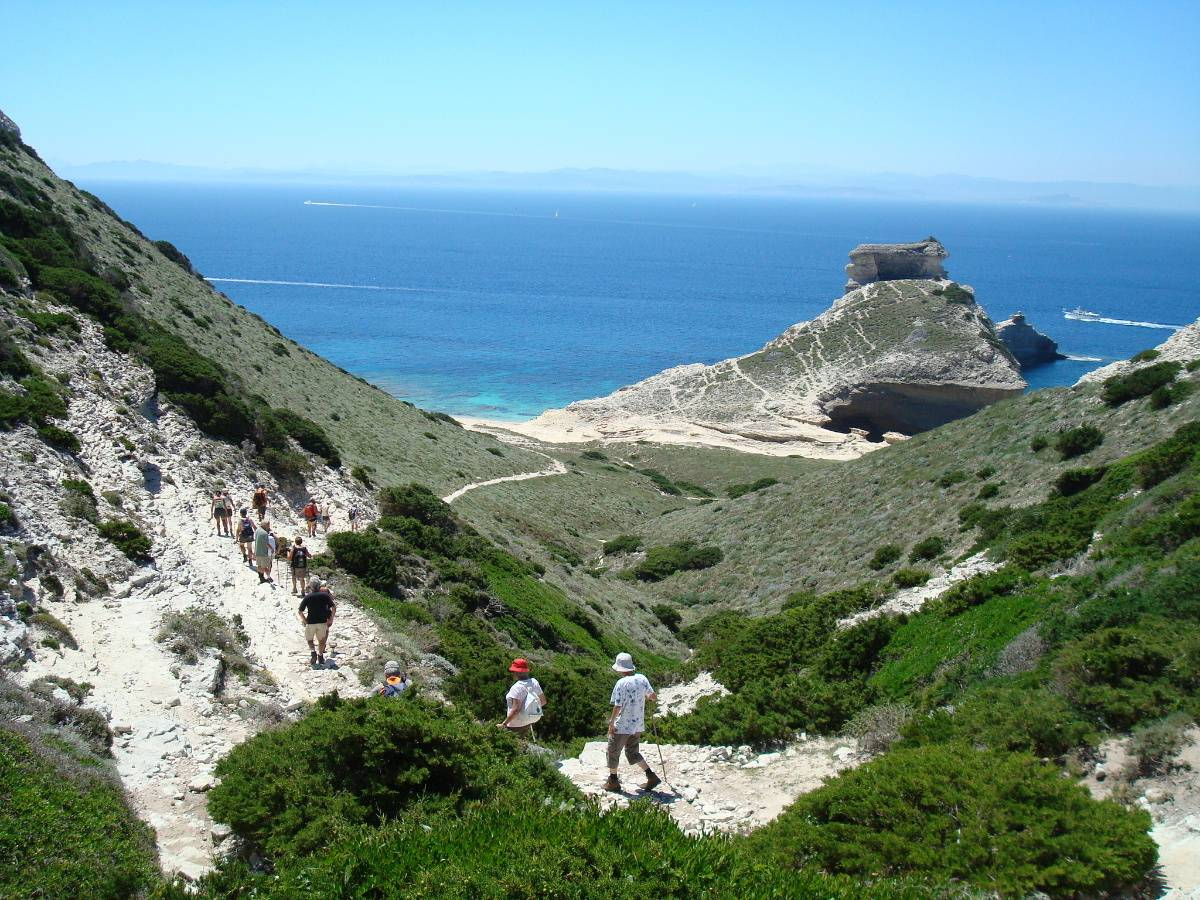
La plage du cap de Pertusato
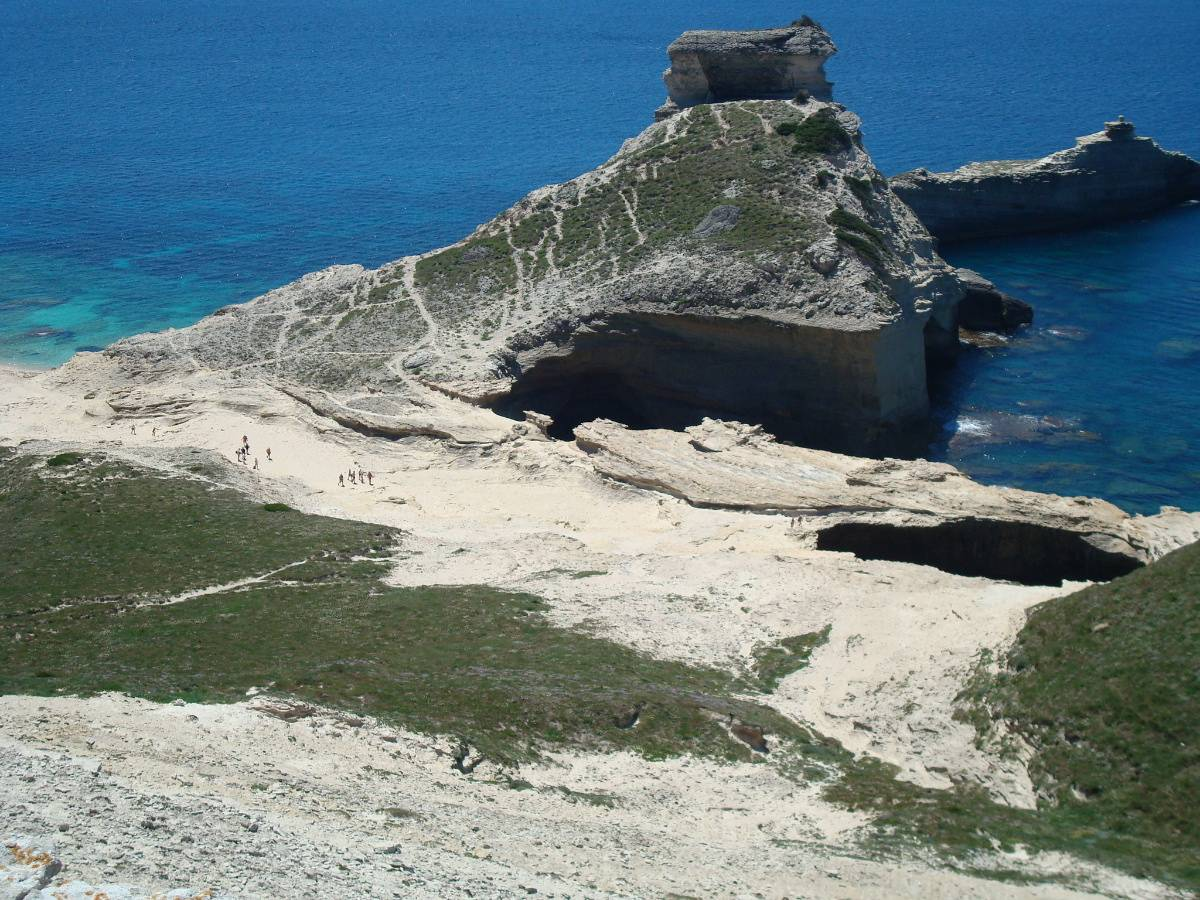
Rocher formant le « bateau échoué »